# Nicolás Capaldo
Nicolás Capaldo Taboas (Santa Rosa, 14 settembre 1998) è un calciatore argentino di origini italiane, centrocampista dell'Amburgo.

## Caratteristiche tecniche
Fa della duttilità il suo maggior punto di forza, nasce calcisticamente come esterno destro e al Boca Juniors ha anche ricoperto i ruoli di terzino e ala sempre sulla stessa corsia, al Salisburgo invece viene schierato come mezzala ruolo dove esprime al meglio le sue grandi capacità tecniche e la sua capacità nel mandare a rete i compagni, dotato di una buona velocità e di una buona potenza fisica risulta spesso decisivo come uomo-assist data la sua rapidità di pensiero e la sua capacità nell'effettuare passaggi molto precisi.

## Carriera

### Club

#### Boca Juniors
Cresciuto nel settore giovanile del Boca Juniors, ha esordito in prima squadra il 25 febbraio 2019 disputando l'incontro di Primera División vinto 1-0 contro il Defensa y Justicia.

#### Salisburgo
Il 23 giugno 2021 viene venduto agli austriaci del Salisburgo, che lo prelevano dai xeneizes per una cifra di 4 milioni di euro. Con gli austriaci vince due Campionati austriaci (2021-2022 e 2022-2023) ed una Coppa d'Austria (2020-2021).
Amburgo
Il 10 luglio 2025 passa all'Amburgo.

## Statistiche

### Presenze e reti nei club
Statistiche aggiornate al 13 aprile 2025.
| Stagione            | Squadra             | Campionato          | Campionato | Campionato | Coppe nazionali | Coppe nazionali | Coppe nazionali | Coppe continentali | Coppe continentali | Coppe continentali | Altre coppe | Altre coppe | Altre coppe | Totale | Totale | Totale |
| Stagione            | Squadra             | Comp                | Pres       | Reti       | Comp            | Pres            | Reti            | Comp               | Pres               | Reti               | Comp        | Pres        | Reti        | Pres   | Reti   |        |
| ------------------- | ------------------- | ------------------- | ---------- | ---------- | --------------- | --------------- | --------------- | ------------------ | ------------------ | ------------------ | ----------- | ----------- | ----------- | ------ | ------ | ------ |
| 2018-2019           | Boca Juniors        | PD                  | 1          | 0          | CA+CdS          | 1+3             | 0               | CL                 | 5                  | 0                  | -           | -           | -           | 10     | 0      |        |
| 2019-2020           | Boca Juniors        | PD                  | 13         | 0          | CA+CdS+CM       | 1+1+11          | 0               | CL                 | 12                 | 0                  | -           | -           | -           | 38     | 0      |        |
| feb.-lug. 2021      | Boca Juniors        | PD                  | 0          | 0          | CA+CdL          | 0+12            | 0               | CL                 | 5                  | 0                  | -           | -           | -           | 17     | 0      |        |
| Totale Boca Juniors | Totale Boca Juniors | Totale Boca Juniors | 14         | 0          |                 | 29              | 0               |                    | 22                 | 0                  |             | -           | -           | 65     | 0      |        |
| 2021-2022           | Salisburgo          | BL                  | 27         | 3          | CA              | 6               | 2               | UCL                | 8                  | 0                  | -           | -           | -           | 41     | 5      |        |
| 2022-2023           | Salisburgo          | BL                  | 23         | 5          | CA              | 2               | 0               | UCL+UEL            | 3+2                | 0+1                | -           | -           | -           | 30     | 6      |        |
| 2023-2024           | Salisburgo          | BL                  | 10         | 0          | CA              | 2               | 0               | UCL                | 4                  | 0                  | -           | -           | -           | 16     | 0      |        |
| 2024-2025           | Salisburgo          | BL                  | 23         | 4          | CA              | 4               | 0               | UCL                | 12                 | 0                  | Cmc         | -           | -           | 39     | 4      |        |
| Totale Salisburgo   | Totale Salisburgo   | Totale Salisburgo   | 83         | 12         |                 | 14              | 2               |                    | 29                 | 1                  |             | -           | -           | 126    | 15     |        |
| Totale carriera     | Totale carriera     | Totale carriera     | 97         | 12         |                 | 43              | 2               |                    | 51                 | 1                  |             | -           | -           | 191    | 15     |        |

## Palmarès

### Club

#### Competizioni nazionali
- Campionato argentino: 1

Boca Juniors: 2019-2020
- Copa Argentina: 1

Boca Juniors: 2019-2020
- Copa Diego Armando Maradona: 1

Boca Juniors: 2020
- Coppa d'Austria: 1

Salisburgo: 2020-2021
- Campionato austriaco: 2

Salisburgo: 2021-2022, 2022-2023